# Рипс
Рипс (нем. Rieps) — община в Германии, в земле Мекленбург-Передняя Померания, входит в район Северо-Западный Мекленбург, и подчиняется управлению Рена.
Население составляет 343 человека (на 31 декабря 2013 года). Занимает площадь 12,16 км².

## История
Первое упоминание о поселении относится к 1158 году, и является одним из старейших в регионе.

## Галерея

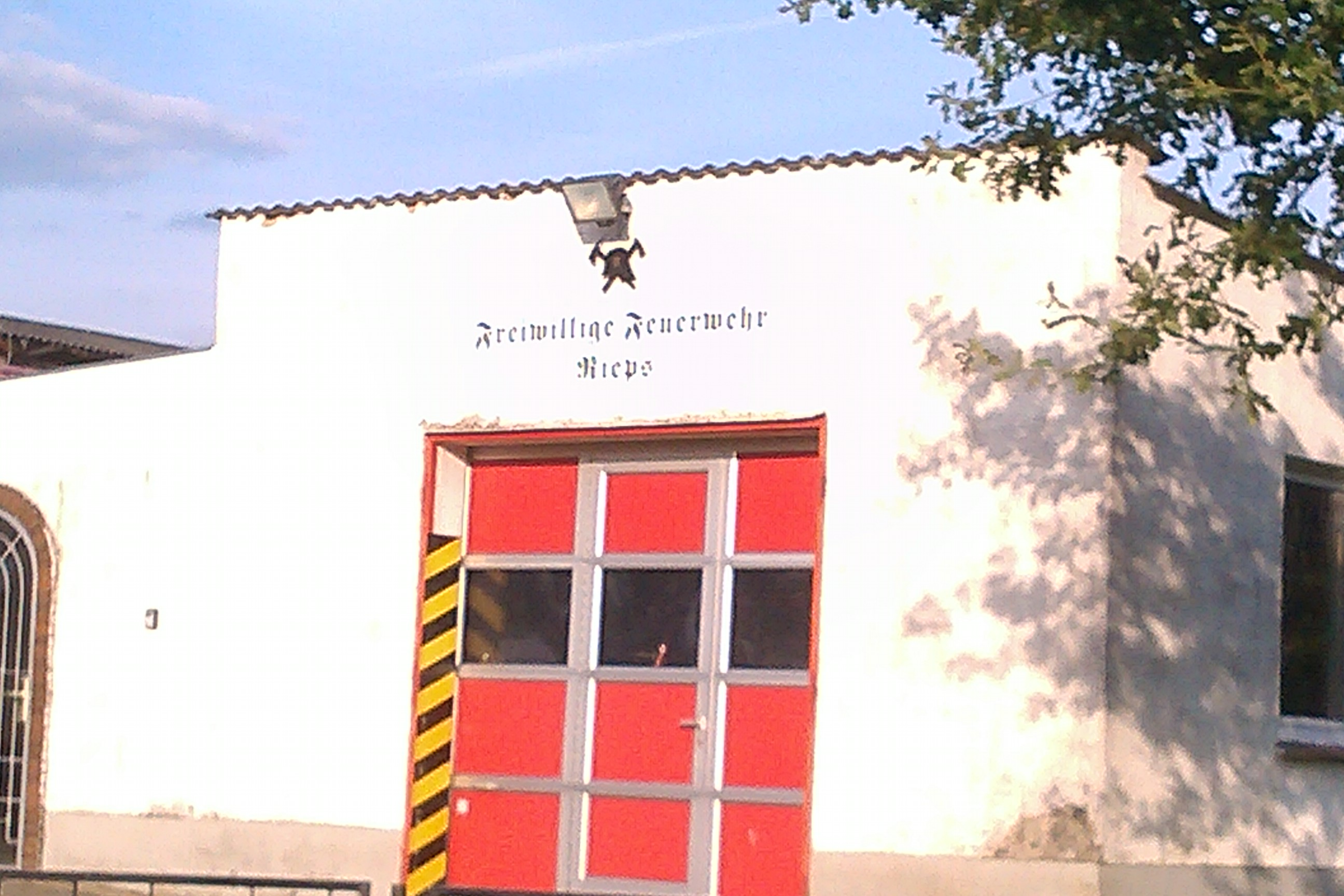
Пожарная часть Рипса
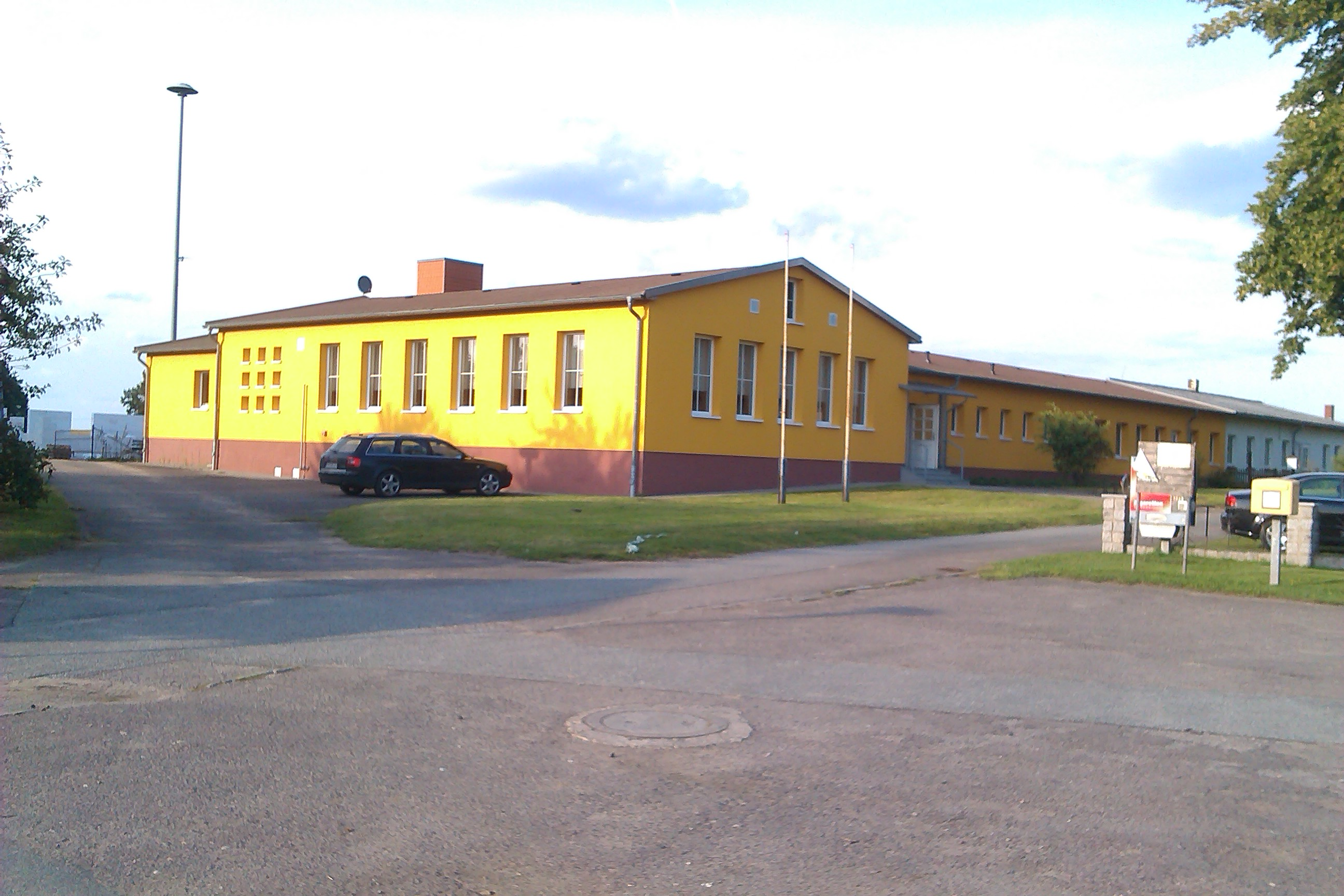
Пансионат в Рипсе
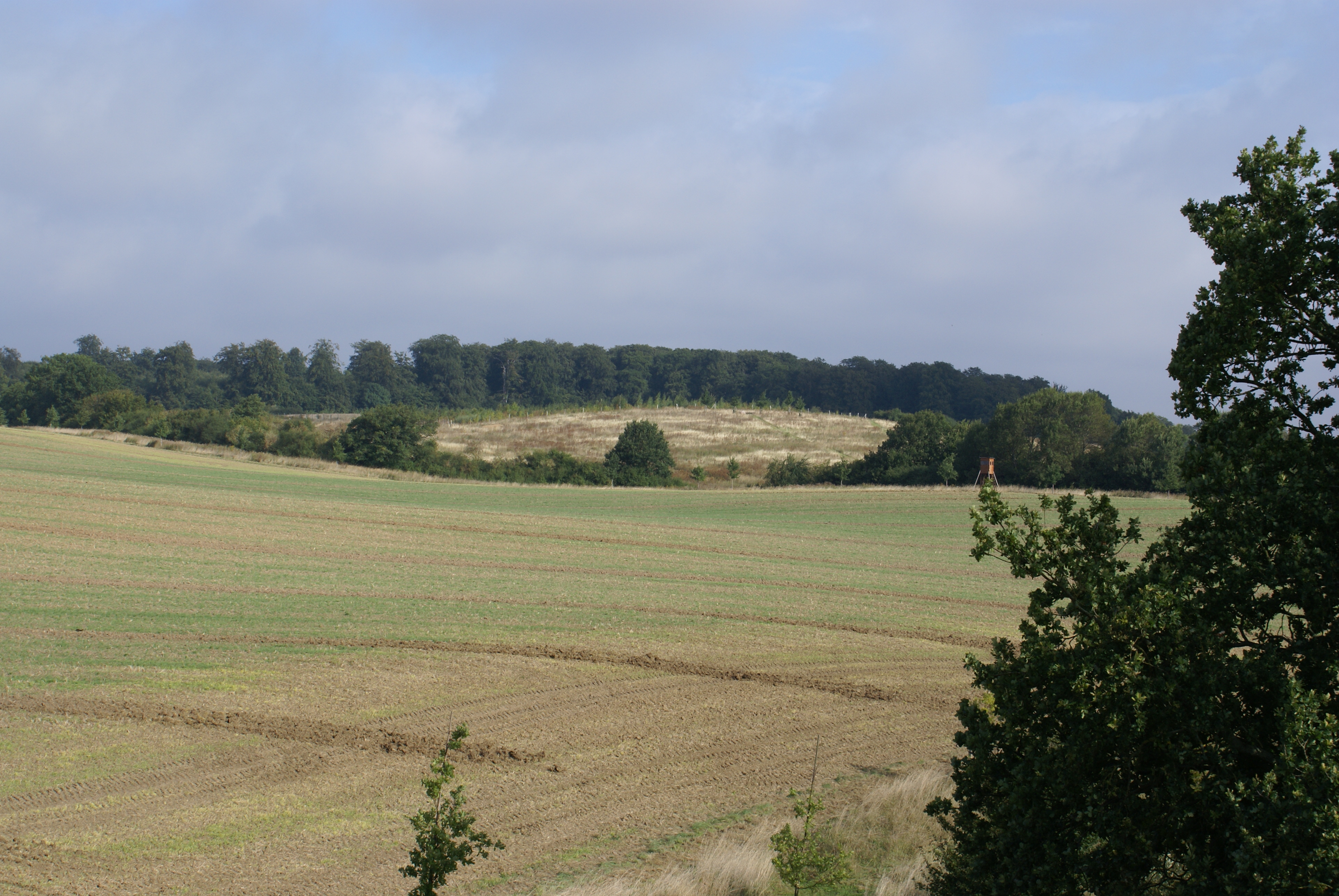
Поля вокруг Рипса
Рипс на карте района и управления